# Bari
Bari ist eine italienische Gemeinde. Sie ist die Hauptstadt der Region Apulien und das Zentrum der Metropolitanstadt Bari. Mit dem Hafen von Bari ist sie eine bedeutende Hafenstadt an der Adria und mit der Universität Bari auch Universitätsstadt.
Die Einwohnerzahl der Gemeinde Bari beträgt 316.226 (Stand 31. Dezember 2023).

## Geografie

### Geografische Lage
Das Gebiet der Stadtgemeinde Bari erstreckt sich am Küstenstreifen des Adriatischen Meeres im östlichen Bereich des Apennin in der Provinz Apulien im Südosten von Italien.

### Nachbargemeinden
Die Nachbargemeinden Baris sind Adelfia, Bitonto, Bitritto, Capurso, Giovinazzo, Modugno, Mola di Bari, Noicattaro, Triggiano und Valenzano.

### Klima
|                       | Jan  | Feb  | Mär  | Apr  | Mai  | Jun  | Jul  | Aug  | Sep  | Okt  | Nov  | Dez  |   |       |
| Mittl. Tagesmax. (°C) | 12,1 | 12,7 | 14,7 | 17,9 | 22,2 | 25,8 | 28,4 | 28,3 | 25,4 | 21,0 | 17,1 | 13,5 | ⌀ | 20    |
| Mittl. Tagesmin. (°C) | 5,0  | 5,3  | 6,7  | 9,0  | 12,9 | 16,6 | 19,1 | 19,1 | 16,5 | 12,8 | 9,1  | 6,4  | ⌀ | 11,6  |
|                       |      |      |      |      |      |      |      |      |      |      |      |      |   |       |
| Niederschlag (mm)     | 50,8 | 57,2 | 52,1 | 47,4 | 36,7 | 32,0 | 27,0 | 39,2 | 62,0 | 64,6 | 54,1 | 63,0 | Σ | 586,1 |
|                       |      |      |      |      |      |      |      |      |      |      |      |      |   |       |
| Sonnenstunden (h/d)   | 3,9  | 4,6  | 5,4  | 6,8  | 8,5  | 9,7  | 10,7 | 9,7  | 7,9  | 6,2  | 4,4  | 3,7  | ⌀ | 6,8   |
|                       |      |      |      |      |      |      |      |      |      |      |      |      |   |       |
| Regentage (d)         | 7,3  | 7,9  | 7,3  | 6,5  | 5,1  | 4,5  | 2,6  | 3,7  | 5,1  | 6,4  | 6,7  | 8,2  | Σ | 71,3  |
|                       |      |      |      |      |      |      |      |      |      |      |      |      |   |       |
| Wassertemperatur (°C) | 13   | 12   | 13   | 14   | 17   | 21   | 23   | 24   | 22   | 19   | 16   | 14   | ⌀ | 17,4  |
|                       |      |      |      |      |      |      |      |      |      |      |      |      |   |       |
| Luftfeuchtigkeit (%)  | 77   | 74   | 72   | 68   | 68   | 65   | 64   | 65   | 68   | 72   | 76   | 78   | ⌀ | 70,6  |

| 5,0 |

| 5,3 |

| 6,7 |

| 9,0 |

| 12,9 |

| 16,6 |

| 19,1 |

| 19,1 |

| 16,5 |

| 12,8 |

| 9,1 |

| 6,4 |

| 5,0 |

| 5,3 |

| 6,7 |

| 9,0 |

| 12,9 |

| 16,6 |

| 19,1 |

| 19,1 |

| 16,5 |

| 12,8 |

| 9,1 |

| 6,4 |

## Geschichte

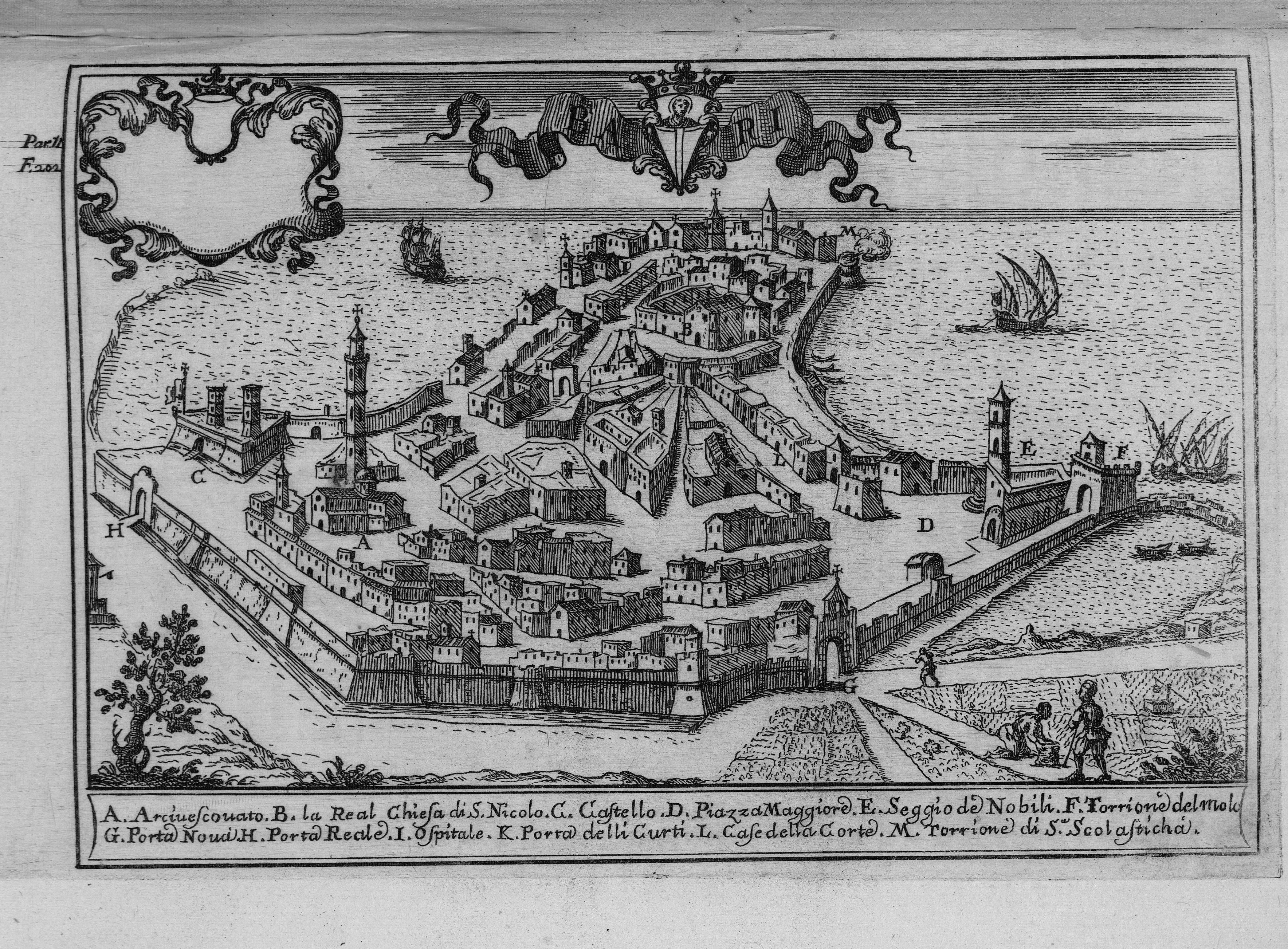
Bari um 1703

Bari war bereits während der mittleren Bronzezeit bewohnt. Siedlungsspuren von der mittleren Bronze- (ca. 1700–1350 v. Chr.) bis zur frühen Eisenzeit (ab ca. 950 v. Chr.) fand man an mehreren Stellen der heutigen Altstadt: um die Kirchen St.-Peter, S. Scolastica und S. Maria del Buonconsiglio. Zu den Funden gehören auch Fragmente mykenischer Tongefäße aus dem Späthelladikum III B und III C (spätes 14. bis 12./11. Jahrhundert v. Chr.), die auf Handel mit Griechenland deuten.
Später war Bari eine Stadt der Peuketier in Apulien. Es siedelten Griechen in der Stadt, die sie Barion nannten. Als Teil des Römischen Reiches erhielt sie den Namen Barium. Schon 180 v. Chr. erscheint sie als bedeutender Hafen, hatte starken Fischfang und besaß seit 89 v. Chr. den Status eines Municipiums. In dieser Zeit konnte die Stadt eigene Gesetze erlassen und eigene Münzen prägen. Sie lag an der von Sipontum (heute Siponto) nach Brundisium (heute Brindisi) führenden Küstenstraße sowie an der nach Benevent verlaufenden Via Traiana. Ferner führte eine weitere Straße von Bari nach Tarent. Seit dem 4. Jahrhundert ist der Ort Sitz eines Bistums, des heutigen Erzbistums Bari-Bitonto. Nach dem Fall des Weströmischen Reichs (476) kam Bari zuerst an die Goten, dann an das Byzantinische Reich.
690 entriss Romuald von Benevent die Stadt den Byzantinern, die sie jedoch 720 wiedererhielten. 755 wurde sie von Pippin dem Jüngeren genommen, 802 fiel sie an den Herzog von Benevent. Im Jahr 847 eroberte eine Flotte der Sarazenen die Stadt, die dort ein islamisches Emirat in Italien gründeten. 871 wurde Bari wieder vom Byzantinischen Reich eingenommen, das dort das Zentrum seiner italienischen Territorien errichtete. Die Byzantiner verteidigten die Stadt 988 und 998 erfolgreich gegen weitere Angriffe der Sarazenen. Zwar wurde Bari dann 1002 erneut von Arabern erobert, aber von der Byzantinischen Armee rasch zurückerobert. Gegen die Byzantiner erhob sich der Barenser Melus (Melo) 1009 und 1017; als Ismahel (Ismail) ist er auf dem goldbestickten Sternenmantel verewigt, den er dem deutschen Kaiser Heinrich II. geschenkt hatte.
Am 15. April 1071 eroberten nach dreijähriger Belagerung die Normannen unter Robert Guiskard die Stadt, den zu dieser Zeit letzten Besitz von Byzanz in Italien. 1087 wurden die Gebeine des heiligen Nikolaus von Myra nach Bari gebracht. Der Heilige ist seither in Italien auch als Nicola di Bari bekannt. 1096 schiffte sich ein Großteil des Kreuzfahrerheers im Hafen von Bari zum Ersten Kreuzzug ein. Im Oktober 1098 berief Papst Urban II. das „Konzil von Bari“ ein, bei dem u. a. Anselm von Canterbury anwesend war und auf dem keine Lösung zur Aussöhnung der römisch-katholischen Kirche mit den orthodoxen Kirchen erreicht werden konnte.
1155 rebellierten die Bewohner der Stadt gegen die Normannen und unterhandelten mit den Byzantinern. Als Vergeltungsaktion ließ Wilhelm I. „der Böse“ im Juni des folgenden Jahres die Stadt bis auf die Kathedrale und die Basilica St. Nicola zerstören und vertrieb die Bewohner. Erst 1166 genehmigte Wilhelm II. den Wiederaufbau. Nach dem Tod Heinrichs VI. 1197 kam Bari einige Zeit unter päpstliche Herrschaft.
Unter Friedrich II. erlebte Bari eine Blütezeit. Dieser kam 1221 erstmals in die Stadt. Bei seiner Rückkehr von seinem Kreuzzug nach 1229 waren die Tore der Stadt verschlossen, so dass er sich gewaltsam Zutritt verschaffen musste. Daher ließ er vermutlich 1233 das Kastell bauen, um die Stadt in Schach zu halten. Andererseits gewährte er der Stadt großzügige Handelsprivilegien und beließ ihr die führende Rolle in der Region. 1239 begann er einen großartigen Hafenbau bei San Cataldo, der aber im folgenden Jahr wieder eingestellt wurde.
Hart traf Bari die Bevorzugung fremder Kaufleute und Bankiers unter den Anjou. Robert von Anjou schenkte Bari als Fürstentum seinem Günstling Amelio del Balzo. Im 15. Jahrhundert kam es als Herzogtum an die Sforza und wurde 1558 dem spanischen Vizekönigreich Neapel einverleibt. 1730 erschütterte ein Erdbeben die Stadt. Nach zahlreichen Wirren und Machtkämpfen unter dem Adel begann erst 1813 unter Joachim Murat, dem zum König von Neapel aufgestiegenen Schwager Napoleons, der Bau der Neustadt. 1860 kam Bari an das neugegründete Königreich Italien. 1865 wurde die erste Bahnstrecke von Bari nach Brindisi eingeweiht.
1905 wurde ein Großteil der Stadt überschwemmt.
1925 wurde die Universität eröffnet.
1926 wurde Bari erneut von einer Überschwemmung heimgesucht.
Am 2. Dezember 1943 wurden beim deutschen Luftangriff auf den Hafen von Bari mit 105 Bombern vom Typ Junkers Ju 88 28 alliierte Schiffe zerstört, 12 weitere beschädigt und etwa tausend Menschen getötet. Der mit 2000 AN-M47-Senfgasbomben beladene US-Liberty-Frachter SS John Harvey explodierte, wodurch 628 Soldaten verletzt wurden, von denen 83 starben.
Nach dem Ende des Zweiten Weltkriegs wurde von der amerikanischen Militärverwaltung in der Nähe des Hafens ein DP-Lager für jüdische Displaced Persons eingerichtet. Das DP-Lager, in dem zeitweise bis zu 1700 Flüchtlinge untergebracht waren, diente hauptsächlich als Durchgangslager für die Emigration nach Israel.
Im Zeitraum von 1947 bis 1956 fand auf der Strandpromenade von Bari das Automobilrennen Gran Premio di Bari statt.
1991 gelangten in mehreren Wellen auf überladenen Schiffen Tausende von Flüchtlingen aus Albanien nach Apulien. Allein mit der Vlora erreichten am 8. August über 10.000 Albaner Bari. Sie wurden ins alte Fußballstadion Stadio della Vittoria gebracht, wo sie bis zu ihrer Rückführung in prekären Verhältnissen lebten.
1997 richtete Bari die Mittelmeerspiele aus.

## Kultur und Sehenswürdigkeiten

### Gebäude

#### Museo Archeologico Nazionale
Das Museum mit bedeutenden griechischen und römischen Ausgrabungsgegenständen aus ganz Apulien befand sich bis 1994 im ersten Stock der Universität. Dann wurde es aus Sicherheitsgründen geschlossen. Ende 2015 wurde das neugestaltete Museum im Kloster Santa Scolastica eröffnet, aber zu sehen sind dort vorerst nur Teile der alten Bausubstanz; die Exponate befinden sich immer noch unter Verschluss. Der Komplex ist seit 2021 (gefördert mit Mitteln der EU aus dem Europäischen Fonds für Regionale Entwicklung, EFRE) als archäologisches Museum auf zwei Ebenen des Gebäudes geöffnet und wird derzeit (2024) im Rahmen weiterer Bauarbeiten erweitert.

#### Basilika San Nicola

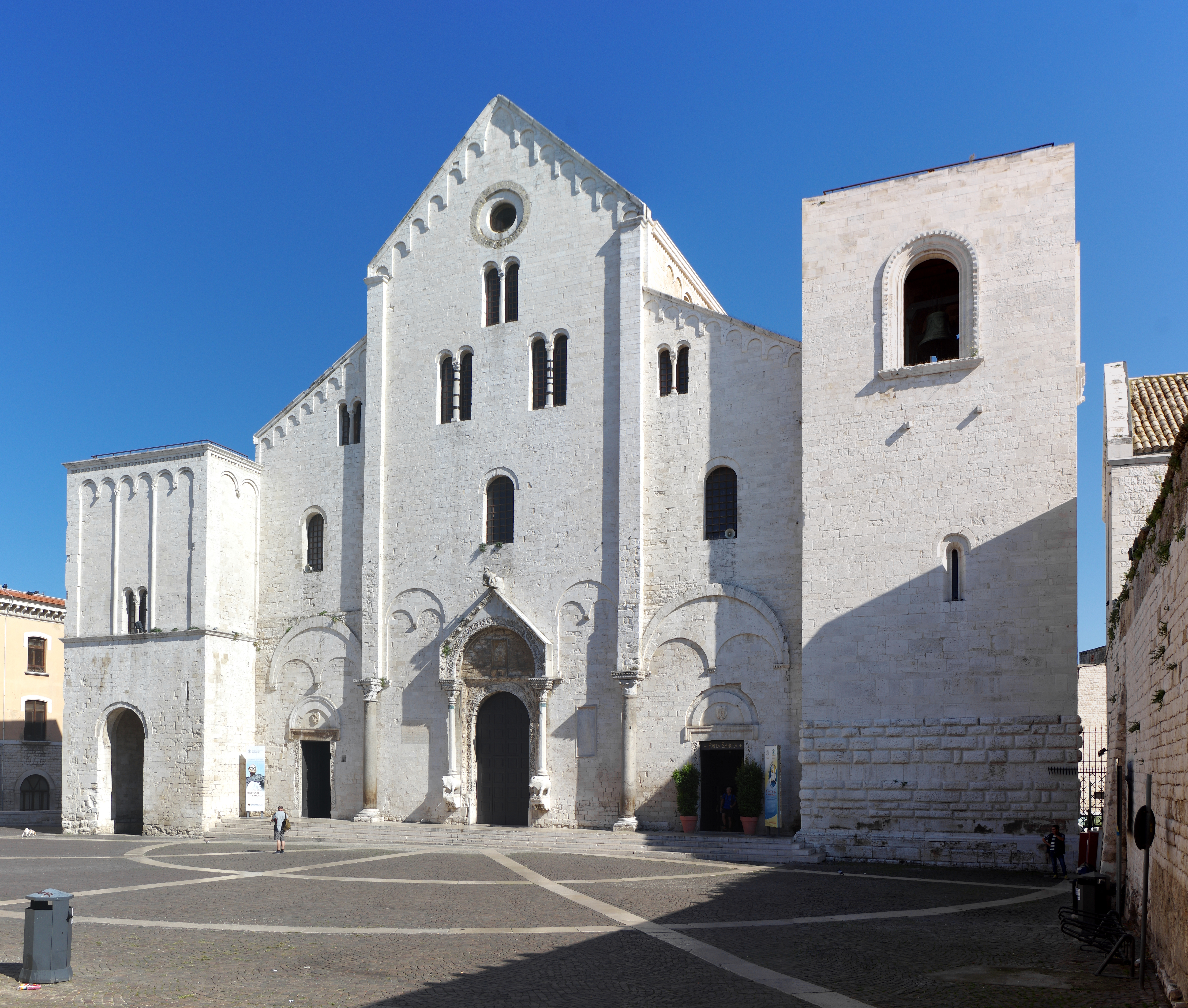
Basilika San Nicola

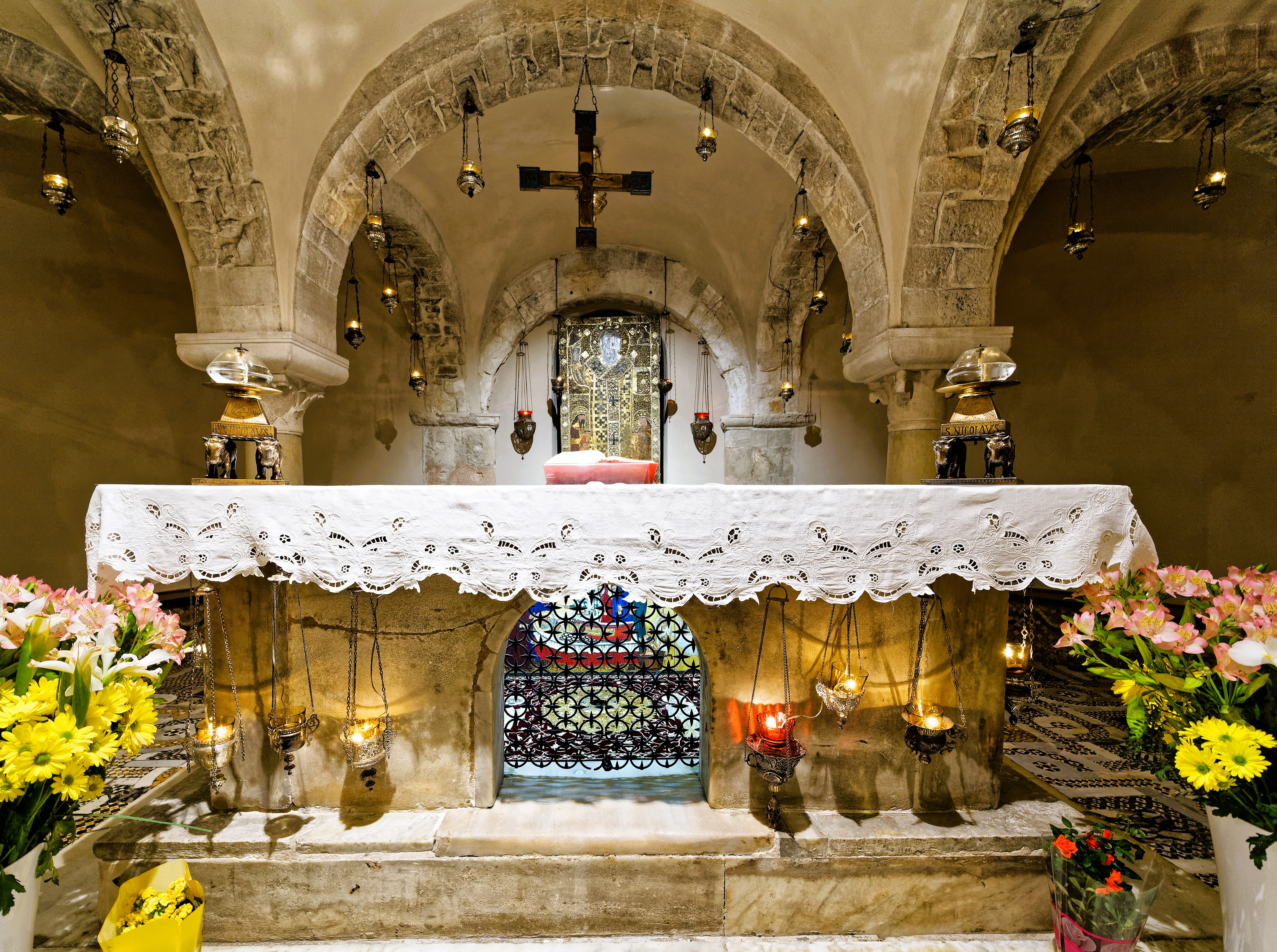
Krypta mit den Gebeinen des Heiligen Nikolaus.

„Die unternehmerisch aktivsten Seestädte hatten fast alle ihren hoch angesehenen Heiligen: Venedig seinen Markus (Evangelist), Neapel seinen Januarius (frühchristlicher Märtyrer), Salerno seinen Matthäus (Apostel und Evangelist) und die älteste Seerepublik Amalfi ihren Andreas (Apostel). Genua sicherte sich als eine der letzten der großen italienischen Seestädte bei der Gelegenheit des ersten Kreuzzuges die Gebeine von Johannes dem Täufer.“ Bari war im Jahr 1087 mit der Beschaffung einer hohen Reliquie relativ spät dran.
In Myra, dem Ort des Wirkens von Sankt Nikolaus, befand sich dessen Grabstätte. Die süditalienischen Seefahrer brachen 1087 den Sarkophag auf und überführten die Gebeine in ihre Heimatstadt nach Bari. Man begründete und entschuldigte den Raub damit, dass vor der Eroberung von Myra durch die Seldschuken die Reliquie gesichert werden sollte. Die türkischen Seldschuken hatten 1071 bei der Schlacht bei Manzikert den Byzantinern eine Niederlage zugefügt, worauf die Bewohner von Myra in die Berge geflohen waren.
Für die kostbare Reliquie wurde auf den Ruinen der ehemaligen Residenz des byzantinischen Statthalters die Basilika San Nicola errichtet. Die Durchführung wurde Elias, dem Abt des nahen Benediktinerklosters, anvertraut, der 1089 Bischof von Bari wurde. Die Schlussweihe fand 1196 statt (andere Quellen sprechen davon, dass die Kirche 1098 durch Papst Urban II. geweiht wurde).
S. Nicola ist der Gründungsbau der Bareser Romanik. Der älteste Bauteil ist der Ostchor, dessen Apsiden, genau wie in Bitonto, im 12. Jahrhundert ummantelt und mit Blendarkaden gegliedert wurden. Die Wallfahrtskirche San Nicola liegt nördlich der Kathedrale. Die Basilika lag ursprünglich ganz nahe am Wasser wie die Kathedrale von Trani. Lediglich eine Seemauer trennte sie vom Meer. Sie wird von drei großen Höfen umgeben, um die sich die restlichen Gebäude des Klosters gruppieren, im Süden das Kloster, im Westen Hospiz und Pilgerheim und im Nordwesten die Kirche S. Gregorio.
S. Nicola hat diese spezielle Außengliederung des Langhauses eingeführt mit den hohen Nischen und den darüber liegenden Emporen. Die archaisch wirkende Fassade der Kirche wird durch gesondert hervorgehobene kubische Bauteile bestimmt. Die beiden seitlichen Turmstümpfe gehen auf normannische Vorbilder in Nordfrankreich, Caen, Jumièges und so weiter, zurück. Die Türme erinnern an S. Abbondio in Como, die Zwerggalerien und die Blendarkaden am Außenbau sowie die Emporen im Kircheninnern vor allem an den Dom von Modena. Die Beziehungen zu Oberitalien sind generell eng, wobei die zeitliche Genese, also das gegenseitige Abhängigkeitsverhältnis noch weitgehend ungeklärt ist.
Das Eingangsportal hat als einziges in Apulien Stiere als Säulenträger statt der sonst üblichen Löwen.
Der Innenraum hat nicht mehr die originale Gestalt. Aus Gründen der Statik wurden im 15. Jahrhundert die westlichen Säulen verdoppelt und durch Bögen verbunden, wodurch Schwibbögen entstanden, die jetzt den Innenraum bestimmen und die Raumwirkung sehr beeinträchtigen.
In der Krypta werden die Gebeine des heiligen Nikolaus aufbewahrt. Die Kirche ist den Dominikanern anvertraut; in der Krypta befinden sich Möglichkeiten für einen katholischen wie einen orthodoxen Gottesdienst: der Hauptaltar über dem Reliquiengrab und der linke Seitenaltar mit einer Ikonostase. Das Grab des heiligen Nikolaus wird in der Orthodoxie hoch verehrt und es findet eine große Pilgerbewegung statt.

#### Kathedrale San Sabino

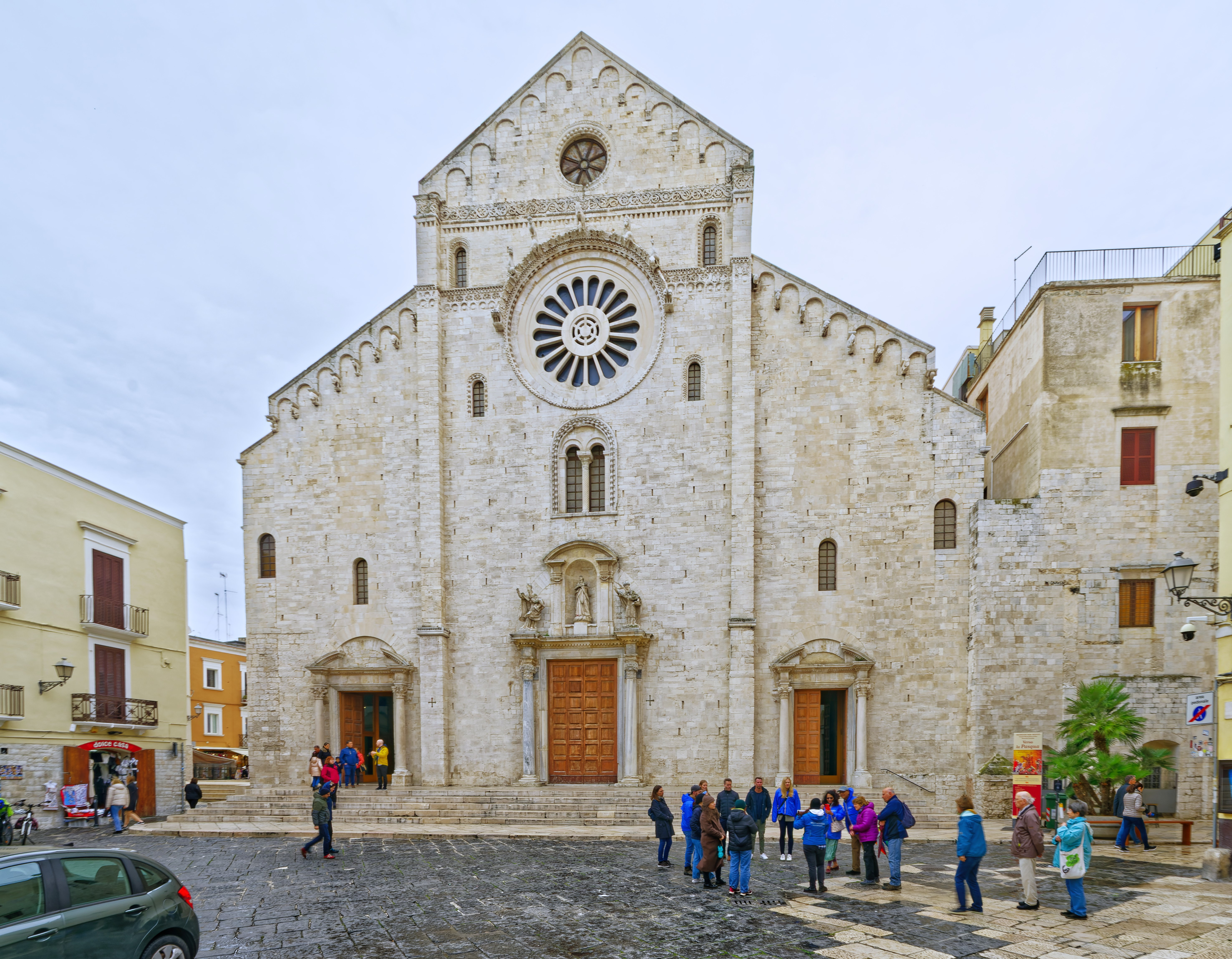
Fassade der Kathedrale San Sabino

Die Kathedrale wurde in den Jahren 1170 bis 1178 erbaut. Sie ist eine dreischiffige Pseudo-Emporenbasilika mit großem Ostquerhaus, an das die Apsiden direkt anschließen. Die Emporenöffnungen des Langhauses täuschen in den Seitenschiffen liegende Emporen vor, die nicht vorhanden sind. Die Seitenschiffe sind fast genauso hoch wie das Mittelschiff, dem nur ein enorm flacher Obergaden zur Belichtung bleibt.
Im Inneren sind neben der Kanzel und dem reichen Ornamentschmuck der Kathedrale der rekonstruierte Altarbereich mit dem aus Originalteilen zusammengesetzten Ziborium sowie der Bischofsthron beachtenswert. In der barock überformten Krypta befinden sich einige mittelalterliche Fresken.

#### Kastell

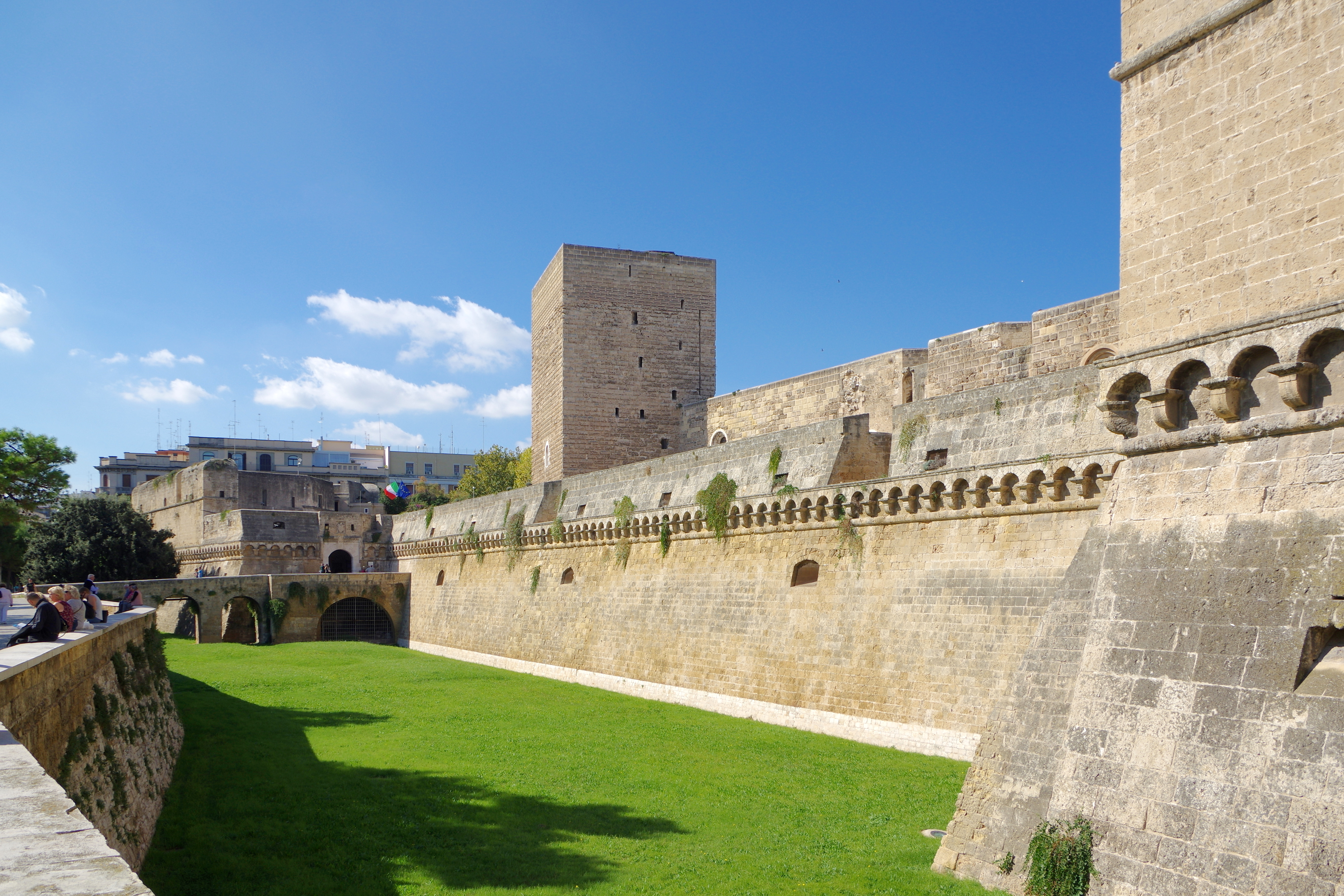
Castello Svevo

Der Bau des Castello Normanno-Svevo di Bari (dt.: normannisch-staufische Burg) wurde 1131–1132 auf Befehl von Roger „dem Normannen“ begonnen. Das Kastell steht auf den Überresten einer byzantinischen Festung aus dem 11. Jahrhundert. Bei Ausgrabungen wurden im Nord- und Westflügel Konstruktionen freigelegt, die sicher darauf hindeuten, dass vor der byzantinischen Bebauung ein Sakralbau vorhanden war, der zum ältesten Stadtkern Baris gehört.
1139 wurde das Kastell nach Zerstörung wieder aufgebaut. Durch den Aufstand gegen die Normannen 1155 wurde die Burg wiederum schwer beschädigt.
In der Stauferzeit wurde das Kastell unter Kaiser Friedrich II. ab 1233 umgebaut. Aufbauend auf dem existierenden normannischen Grundriss wurden unter anderem zwei polygone Türme aufgebaut, erstmals wurde das Kastell durch äußere Wehranlagen verstärkt, wie jüngste Untersuchungen auf der östlichen Seite der Bastion beweisen. Innerhalb der Wehranlagen wurde auf der Höhe des Innenhofes ein 45 Meter langes Tonnengewölbe mit viereckigen Säulen ausgegraben. Ein Wassergraben wurde angelegt. Markenzeichen der Stauferzeit sind die mit Figuren reich geschmückten Säulen und Torbögen, für die herausragende muslimische Steinmetze angeworben wurden.
Seit der Ankunft von Isabella von Aragón wurde das Kastell als Palast umgebaut, den Höhepunkt erreichte das höfische Leben unter Isabellas Tochter Bona Sforza, die Bari nach dem Tod ihres Ehemannes Sigismund I. als Witwensitz nutzte. Der Innenhof wurde im Stil der Renaissance umgebaut, eine Kapelle gebaut und dem heiligen Stanislaus geweiht.
Nach dem Tod der Bona Sforza war das Kastell zeitweise verlassen und wurde später zum Gefängnis umfunktioniert. Heute befindet sich dort ein Museum, in dem die Baugeschichte aufgezeigt wird und in dem wechselnde Ausstellungen gezeigt werden. Am 7. Mai 2009 wurde in der Grünanlage der Giardini Isabella d'Aragona auf der Westseite des Kastells eine Stauferstele eingeweiht.

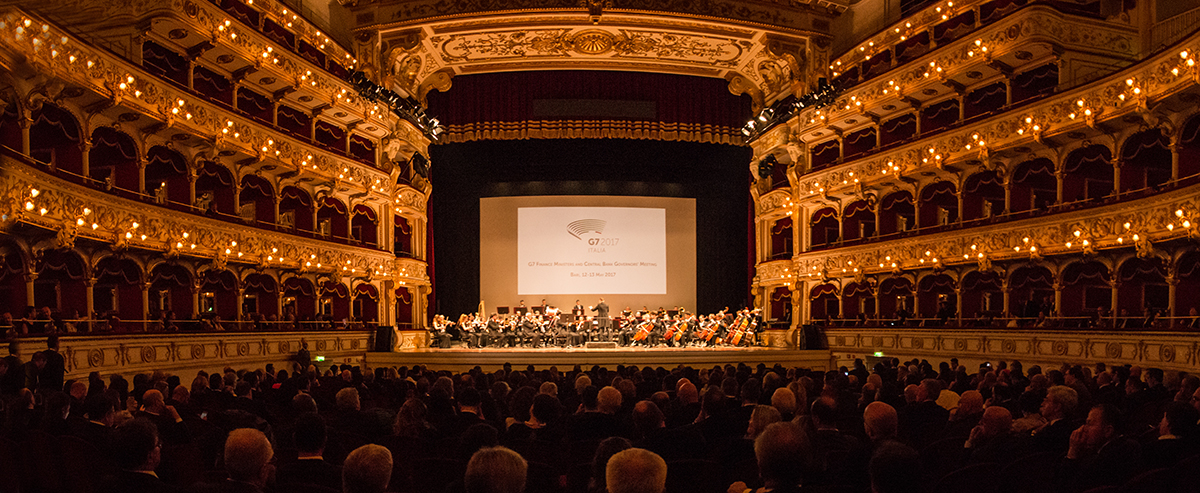
Teatro Petruzzelli

#### Teatro Piccinni
1855 erhielt das im Jahr zuvor eröffnete Theater zu Ehren des in Bari geborenen Komponisten Niccolò Piccinni seinen Namen. Es ist der älteste erhaltene Theaterbau der Stadt.

### Der Bischofsstuhl des Elias

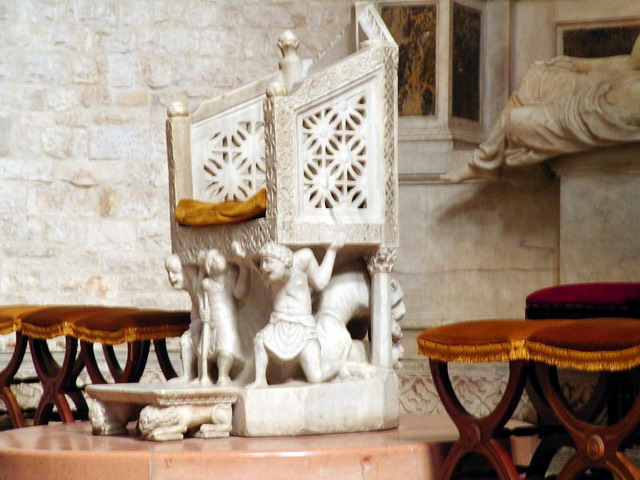
Die Kathedra des Bischofs Elias

Das bedeutendste Kunstwerk im Innern der Basilica San Nicola ist die Kathedra, der Bischofsstuhl des Elias von etwa 1098. Ein Bischofsstuhl hatte meist einen erhöhten Sitz im Vergleich zu anderen Stühlen in der Kirche. Prunk-Kathedren dieser Art stehen in einer langen Traditionskette, die sich im Adriaraum anhand von Beispielen bis ins 6. Jahrhundert direkt zurückverfolgen lässt.
Was den Thron in Bari von seinem Vorgänger in Ravenna und von anderen unterscheidet, ist die figurale Ausgestaltung des Untergestells. Das ganze tragende Gerüst stellt skulptural eine Handlung von agierenden Personen dar, denen die Last, die sie tragen, deutlich anzusehen ist. Dabei sind die verschiedenen Anteile am jeweiligen Arbeitsaufwand einfühlsam unterschieden. Die beiden Hauptträger links und rechts ächzen augenscheinlich unter der Last, während die kleinere Figur in der Mitte nur locker mit Hand anlegt.
„Ihr Attribut, der Pilgerstab, zeigt ihre eigentliche Aufgabe: die Pilgerschaft. [...] Hier in S. Nicola kann nur der Pilger zum hl. Nikolaus gemeint sein, und der ist schließlich ein wesentlicher ‚Träger‘ der neuen Bedeutung von Bari im Allgemeinen und vom Abt von S. Nicola im Besonderen. Die Rückseite des Thronunterbaus ist schließlich noch durch drei kurze achteckige Säulen als Architektur gekennzeichnet. Auch hier überwiegt die Aktion, denn zwischen den Säulchen ungleich gewichtiger sind zwei große Löwinnen ganz darauf konzentriert, irgendeinen Erbarmungswürdigen zwischen ihren Fängen zu reißen. Löwen, im Mittelalter ganz allgemein als Sinnbild des Tierischen und Bösen, aber auch als Symbol für Christus verstanden, haben hier in ihrer Anbringung auf der Rückseite wohl apotropäische (Unheil abwendende) Funktion. Zur Ausstattung des Throns gehört noch ein flacher, die Höhe des Piedestals ausgleichender Marmorschemel, ebenfalls über liegenden Löwen“
Ein Urbild dieser Form aus geschnitzten Elfenbeintafeln steht in Ravenna, die sogenannte Maximianskathedra aus der Mitte des 6. Jahrhunderts. Über Ravenna gelangte die Tradition steinerner Herrschersitze bis nördlich der Alpen, zum Beispiel nach Aachen, wo offensichtlich bis dahin Throne aus Holz oder Metall gebräuchlich waren.

### Festa di San Nicola

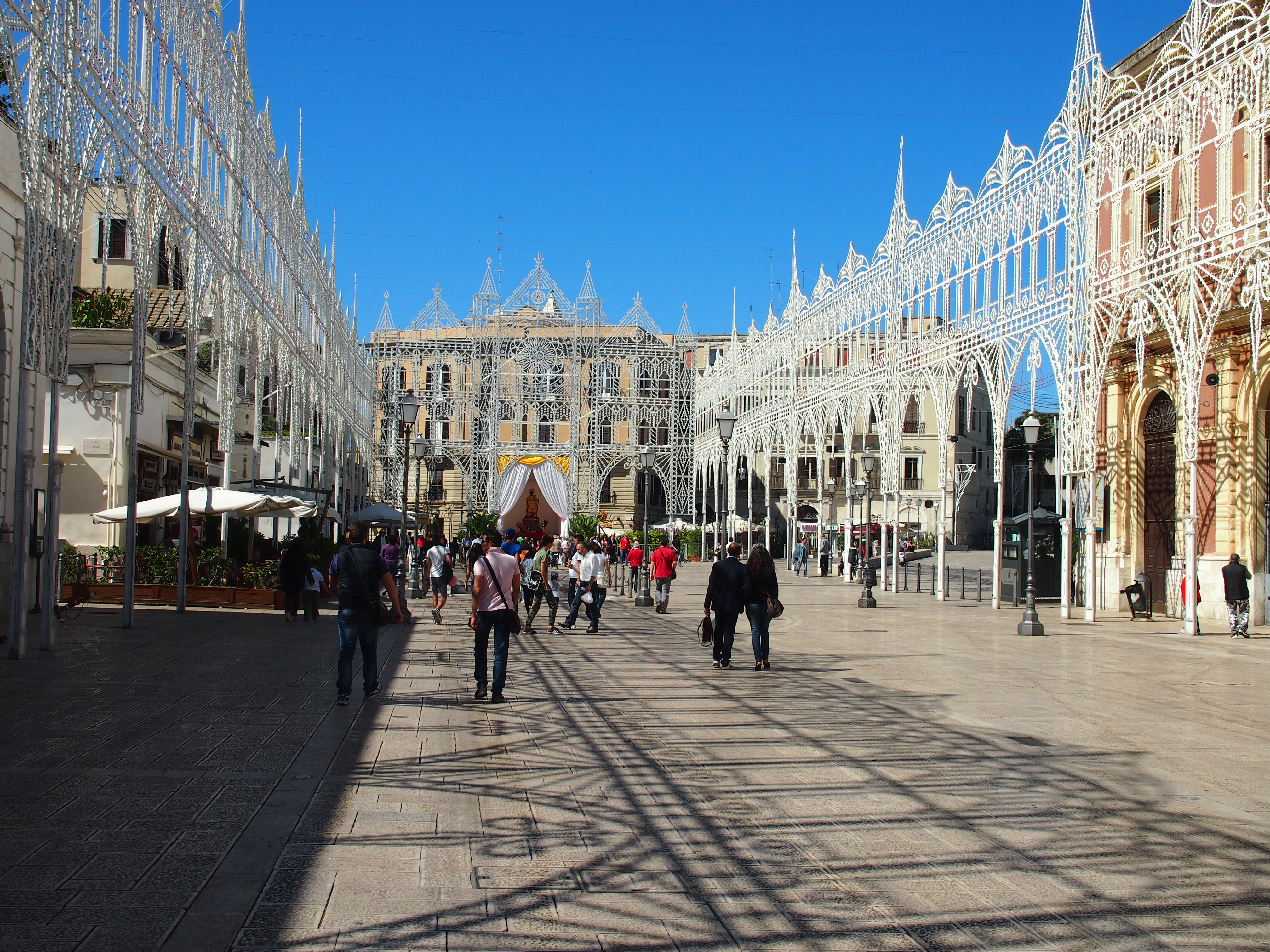
Geschmückte Piazza del Ferrarese

Bari feiert zu Ehren des heiligen Nikolaus jedes Jahr vom 7. bis 9. Mai, dem vermutlichen Tag der Ankunft ihrer Schiffe nach dem Raub der Gebeine, ein großes Fest. Die Straßen und Plätze werden geschmückt. Die Statue des Sankt Nikolaus wird, begleitet von über 400 Personen in historischen Kostümen, in einer Prozession von der Basilika bis zum Hafen getragen. Auf einem Boot umrundet man dann damit die Bucht.

### Sport
Der Fußballverein SSC Bari spielte bisher 28 Spielzeiten in der höchsten Spielklasse des italienischen Fußballs der Serie A und befindet sich zur Saison 2022/23 in der zweithöchsten Spielklasse Serie B. Spielstätte des Vereins ist das 58.270 Zuschauer fassende Stadio San Nicola.

## Wirtschaft und Infrastruktur

### Wirtschaftsstruktur
Im Wesentlichen gibt es in Bari drei bedeutende Industriezweige: Chemische Industrie, Metallindustrie und Autoindustrie (Zulieferer). Dies erklärt auch die Niederlassungen bedeutender deutscher Firmen in Bari, wie zum Beispiel Bosch, Osram oder Magna. Darüber hinaus spielt der Hafen als Dienstleister eine wichtige Rolle.

### Verkehr

#### Schiffsverkehr

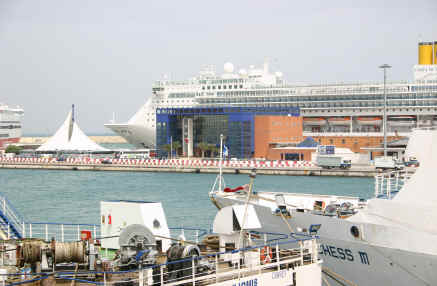
Hafen von Bari

Der Hafen von Bari ist einer der großen italienischen Fährhäfen an der Adria mit regelmäßigen Verbindungen für Fahrzeuge und Passagiere nach Dubrovnik, Bar, Durrës, Patras und Korfu, Igoumenitsa, Kefalonia und Zakynthos. Im Jahr 2012 wurden zwei Mio. Passagiere gezählt, davon 650.000 Passagiere von Kreuzfahrtschiffen.
Im Frachthafen und Handelshafen wurden 2011 etwa fünf Mio. Tonnen Güter umgesetzt.
Drei Marinas bieten Liegeplätze für Sportboote. Der Hafen, an dem eine Koordinierungsstelle für Seerettung ihren Sitz hat, hat fünf Hafenbecken und ist nach Nordosten ungeschützt. Im Süden befindet sich der alte malerische Fischerhafen. 60 Seemeilen südlich liegt der Hafen Brindisi, 210 Seemeilen nördlich der Hafen Ancona.

#### Eisenbahn
Bari ist mit seinem Hauptbahnhof Bari Centrale an der Adriabahn ein Eisenbahnknoten. Er ist zugleich Ausgangspunkt der Bahnstrecke Bari–Taranto. Beide Strecken gehören zur Rete Ferroviaria Italiana der Ferrovie dello Stato Italiane (FS).
Bari Centrale ist daneben Ausgangspunkt für drei Linien von Privatbahnen:

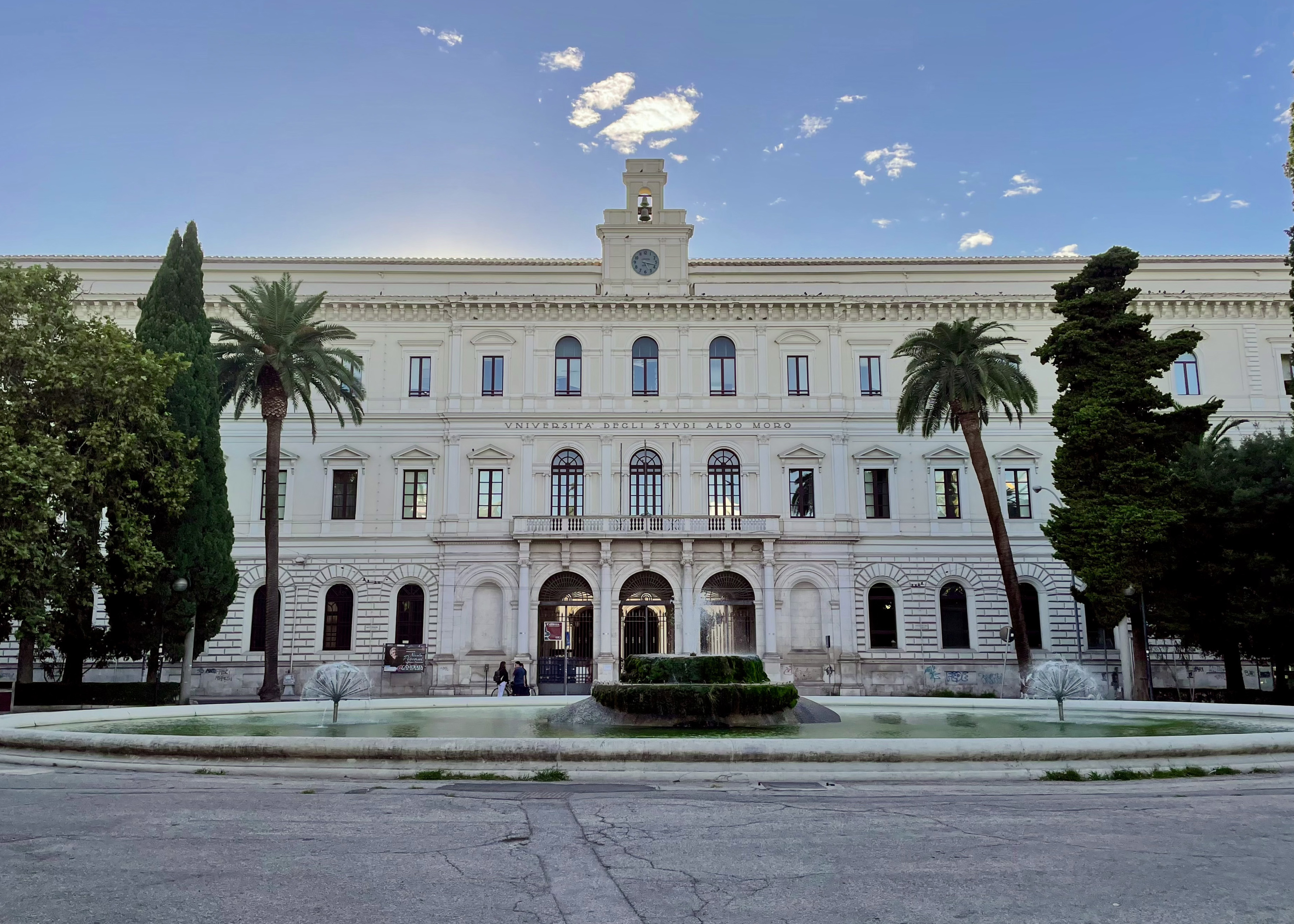
Hauptgebäude der Universität Bari

- Bahnstrecke Bari–Martina Franca–Taranto der Ferrovie del Sud Est (in die FS eingegliedert)
- Bahnstrecke Bari–Barletta der Ferrotramviaria S.p.A.
- schmalspurige Bahnstrecke Bari–Matera (950 mm) der Ferrovie Appulo–Lucane[13]

Zum Bahnhof Bari Centrale führen seit 2008 mehrere S-Bahn-ähnliche Nahverkehrslinien der Servizio ferroviario metropolitano di Bari.
- Linie FM 1 vom Stadtteil San Paolo
- Linie FM 2 vom Flughafen
- Linie FM 3 von Bitritto

#### Flugverkehr
Der Flughafen Bari (italienisch Aeroporto di Bari-Palese „Karol Wojtyla“) liegt acht Kilometer nordwestlich vom Stadtzentrum von Bari und wird vor allem von Billigfluggesellschaften angesteuert.

### Bildung
Die Universität Bari ist mit rund 40.000 Studenten eine der größten Italiens.

## Städtepartnerschaften
Bari listet folgende Partnerstädte auf:
| Stadt                | Land                          | seit |
| -------------------- | ----------------------------- | ---- |
| Assisi               | Umbrien, Italien              | 2018 |
| Bar                  | Montenegro                    | 2004 |
| Bologna              | Emilia-Romagna, Italien       | 2009 |
| Celle di San Vito    | Apulien, Italien              | 2014 |
| 00 Colletorto        | Molise, Italien               | 2011 |
| Guangzhou (Kanton)   | Zhongnan, Volksrepublik China | 1986 |
| Kostroma             | Zentralny, Russland           | 2012 |
| 00 Monte Sant’Angelo | Apulien, Italien              | 2013 |
| Podgorica            | Montenegro                    | 2004 |
| San Giovanni Rotondo | Apulien, Italien              | 2013 |
| Sergijew Possad      | Zentralny, Russland           | 2010 |
| Swjosdny Gorodok     | Zentralny, Russland           | 2011 |
| Vasto                | Abruzzen, Italien             | 2019 |
| Wladimir             | Zentralny, Russland           | 2013 |

Mit folgenden weiteren Städten bestehen Vereinbarungen:
| Stadt                | Land              |
| -------------------- | ----------------- |
| Bar                  | Ukraine           |
| Fossacesia           | Abruzzen, Italien |
| Isole Tremiti        | Apulien, Italien  |
| Margherita di Savoia | Apulien, Italien  |
| Słupsk               | Polen             |
| Stettin              | Polen             |
| Warna                | Bulgarien         |

## Persönlichkeiten
Bekannte Persönlichkeiten der Stadt sind in der Liste von Persönlichkeiten der Stadt Bari aufgeführt.